# Бригади Аль-Кудс
Бригади Аль-Кудс (араб. سرايا القدس, Сарая аль-Кудс, що означає «Бригади Єрусалима») — це парамілітарна організація та збройне крило палестинської ісламістської організації Палестинський ісламський джигад (ПІДж, PIJ), яка є другою за величиною збройною групою в Секторі Газа після Хамас. Лідером Бригад Аль-Кудс (AQB) є Зіяд ан-Нахала, що перебуває у Дамаску, Сирія. До своєї смерті у 2019 році керівником AQB у Секторі Газа був Бага Абу аль-Ата.
Материнська організація AQB — ПІДж — прагне створення ісламської держави та повернення палестинців на, як вона вважає, їхню законну батьківщину (тобто в межах географічних кордонів Палестини до 1948 року). Вона відмовляється брати участь у політичних процесах або переговорах щодо обміну ізраїльськими та палестинськими поселеннями. PIJ переважно фінансується Іраном, а раніше також отримував фінансування від баасистської Сирії, до падіння режиму Асада у 2024 році.